# Entomodestes
Entomodestes – rodzaj ptaków z rodziny drozdowatych (Turdidae).

## Zasięg występowania
Rodzaj obejmuje gatunki występujące w Ameryce Południowej.

## Morfologia
Długość ciała 22–24 cm, masa ciała 58 g.

## Systematyka

### Etymologia
Greckie εντομα entoma – „owady” < εντομη entomē – „karb”; εδεστης edestēs – „zjadacz” < εδω edō – „jeść”.

### Podział systematyczny
Do rodzaju należą następujące gatunki:
- Entomodestes coracinus (von Berlepsch, 1897) – białoliczka czarna
- Entomodestes leucotis (von Tschudi, 1844) – białoliczka rdzawa